# Deportivo Morón
A Deportivo Morón egy argentin labdarúgócsapat Morón városában. A egyesületet 1947. június 20-án alapították. A klub jelenleg a másodosztályban szerepel és a 32 000 néző befogadására alkalmas Estadio Nuevo Francisco Urbanóban játssza hazai mérkőzéseit.

## Jelenlegi keret
2022. július 14. szerint.
| # |     | Poszt | Név                                                     |
| - | --- | ----- | ------------------------------------------------------- |
|   | ARG | K     | Bruno Galván                                            |
|   | ARG | K     | Juan Martín Rojas                                       |
|   | ARG | K     | Dante Monzón                                            |
|   | ARG | V     | Cristian Paz                                            |
|   | ARG | V     | Lucas Abascia                                           |
|   | ARG | V     | Leonel Bontempo                                         |
|   | ARG | V     | Lucas Angelini                                          |
|   | ARG | V     | Cristian Broggi                                         |
|   | ARG | V     | Damián Adín (kölcsönben a Sportivo Dock Sud csapatától) |
|   | ARG | V     | Mariano Bracamonte                                      |
|   | ARG | V     | Emiliano Mayola                                         |
|   | ARG | KP    | Matías Ledesma                                          |
|   | ARG | KP    | Santiago Úbeda (kölcsönben a Sol de América csapatától) |
|   | ARG | KP    | Santiago Coronel                                        |
|   | ARG | KP    | Gastón González                                         |

| # |     | Poszt | Név                                                     |
| - | --- | ----- | ------------------------------------------------------- |
|   | ARG | KP    | Cristian Lillo                                          |
|   | ARG | KP    | Javier Bayk                                             |
|   | ARG | KP    | Cristian Lillo                                          |
|   | ARG | KP    | Gonzalo Salega                                          |
|   | ARG | KP    | Leandro Cabrera                                         |
|   | ARG | CS    | Matías Gómez                                            |
|   | ARG | CS    | Alan Schönfeld                                          |
|   | ARG | CS    | Leonardo Ramos                                          |
|   | ARG | CS    | Tobías Zárate (kölcsönben a Vélez Sarsfield csapatától) |
|   | ARG | CS    | Matías Córdoba (kölcsönben a Talleres csapatától)       |
|   | ARG | CS    | Mateo Levato                                            |
|   | ARG | CS    | Santiago Sala                                           |
|   | ARG | CS    | Damián Akerman                                          |

## Fordítás
Ez a szócikk részben vagy egészben  a   Deportivo Morón című angol Wikipédia-szócikk fordításán alapul.  Az eredeti cikk szerkesztőit annak laptörténete sorolja fel. Ez a jelzés csupán a megfogalmazás eredetét és a szerzői jogokat jelzi, nem szolgál a cikkben szereplő információk forrásmegjelöléseként.